# Hyetussa mesopotamica
Hyetussa mesopotamica är en spindelart som beskrevs av Galiano 1976. Hyetussa mesopotamica ingår i släktet Hyetussa och familjen hoppspindlar. Inga underarter finns listade i Catalogue of Life.